# 朴明順
朴 明順（パク・ミョンスン、朝鮮語: 박명순）は、朝鮮民主主義人民共和国の女性政治家。朝鮮労働党中央委員会政治局員候補、党中央委員会軽工業部長。朝鮮労働党中央検査委員会副委員長などを歴任した。

## 経歴
出生地や生年月日は不明。2010年9月28日に開催された朝鮮労働党中央検査委員会第1回総会で、朝鮮労働党中央検査委員会副委員長に選出された。2011年に金正日総書記が死去した際には、国家葬儀委員会委員に選ばれた。2016年5月9日に開催された朝鮮労働党第7次大会で朝鮮労働党中央検査委員会副委員長に再選され、同年10月に朝鮮労働党軽工業部副部長に就任した。2020年4月12日に開催された朝鮮労働党中央委員会政治局会議で、朝鮮労働党中央委員会委員に補選された。2020年8月13日に開催された党中央委員会第7期第16回政治局会議で、党中央委員会政治局委員候補に補選され、党中央委員会軽工業部長に任命された。
2021年1月5日から開催された朝鮮労働党第8次大会で中央委員会委員に再選され、1月10日に開催された党中央委員会第8期第1回総会で党中央委員会軽工業部長、党中央委員会政治局委員候補に再任されたが、党中央検査委員会副委員長から退任した。

## 参考サイト
북한정보포털